# Mycterus scaber
Mycterus scaber là một loài bọ cánh cứng trong họ Mycteridae. Loài này được Haldeman miêu tả khoa học năm 1843.